# Соскино
Соскино — деревня в Московской области России. Входит в городской округ Солнечногорск. Население — 3 чел. (2010).

## География
Деревня расположена на северо-западе Московской области, в западной части округа, у границы с Клинским районом, примерно в 14 км к западу от центра города Солнечногорска, на берегу Истринского водохранилища, до образования которого находилась в междуречье Катыша и впадающей в него реки Чёрной. Ближайшие населённые пункты — деревни Барское-Мелечкино, Колтышево, Логиново и Рахманово. Связана прямым автобусным сообщением с районным центром.

## История
В середине XIX века сельцо Семенково, Соскино 1-го стана Клинского уезда Московской губернии принадлежало действительному статскому советнику Петру Герасимовичу Воскресенскому, в сельце было 10 дворов, крестьян 36 душ мужского пола и 40 душ женского пола.
В «Списке населённых мест» 1862 года — владельческое сельцо Клинского уезда по правую сторону Звенигородского тракта, в 21 версте от уездного города и 15 верстах от становой квартиры, при колодцах, с 10 дворами и 84 жителями (38 мужчин, 46 женщин).
Одним из владельцев сельца Соскино был П. Г. Воскресенский.
По данным на 1899 год — деревня Троицкой волости Клинского уезда с 71 душой населения.
В 1913 году — 11 дворов.
По материалам Всесоюзной переписи населения 1926 года — деревня Логиновского сельсовета Троицкой волости Клинского уезда в 4,3 км от Пятницкого шоссе и 19,2 км от станции Подсолнечная Октябрьской железной дороги, проживало 77 жителей (30 мужчин, 47 женщин), насчитывалось 13 крестьянских хозяйств.
С 1929 года — населённый пункт в составе Солнечногорского района Московского округа Московской области. Постановлением ЦИК и СНК от 23 июля 1930 года округа как административно-территориальные единицы были ликвидированы.
1929—1952 гг. — деревня Логиновского сельсовета Солнечногорского района.
1952—1957 гг. — деревня Бережковского сельсовета Солнечногорского района.
1957—1960 гг. — деревня Бережковского сельсовета Химкинского района.
1960—1963 гг. — деревня Бережковского (до 30.09.1960) и Пятницкого сельсоветов Солнечногорского района.
1963—1965 гг. — деревня Пятницкого сельсовета Солнечногорского укрупнённого сельского района.
1965—1969 гг. — деревня Пятницкого сельсовета Солнечногорского района.
1969—1994 гг. — деревня Обуховского сельсовета Солнечногорского района.
С 1994 до 2006 гг. деревня входила в Обуховский сельский округ Солнечногорского района.
С 2005 до 2019 гг. деревня включалась в Кривцовское сельское поселение Солнечногорского муниципального района.
С 2019 года деревня входит в городской округ Солнечногорск, в рамках администрации которого относится с территориальному управлению Кривцовское.

## Население
| 1852 | 1859 | 1890 | 1899 | 1926 | 1932 | 1966 |
| ---- | ---- | ---- | ---- | ---- | ---- | ---- |
| 76   | ↗84  | ↘62  | ↗71  | ↗77  | ↘73  | ↘43  |
| 1998 | 2002 | 2010 |      |      |      |      |
| ↘7   | ↘2   | ↗3   |      |      |      |      |